# Comuna Izbiceni, Olt
Izbiceni este o comună în județul Olt, Oltenia, România, formată numai din satul de reședință cu același nume.
Comuna Izbiceni, formată dintr-o singură localitate, ce poartă același nume, este situată pe malul drept al râului Olt, în câmpia Romanațiului, o sub-ramură a câmpiei Olteniei, (Vintilă Mihăilescu, 1966) în partea de sud-est a fostului județ Romanați, inclus în 1968 în județul Olt.
Comuna se află între latitudinea nordică 43°49’ și longitudinea estică 24°39’ și are altitudinea maximă de 48,2 m pe movila din partea nord-vestică a moșiei, iar altitudinea minimă fiind de 31,9 m la oglinda apei râului Olt, la sud de hidrocentrală.
Față de București, comuna este situată la distanța de 163 de kilometri pe direcția vest, sud-vest pe drumurile naționale modernizate DN 6, DN 51A și DN 54, precum și drumul județean modernizat DJ 642. Toate aceste drumuri îmbină traseul din capitală până în comuna Izbiceni și anume București-Alexandria-Turnu Măgurele-Islaz-Izbiceni.

## Demografie
Componența etnică a comunei Izbiceni
     Români (89,71%)
     Romi (2,21%)
     Alte etnii (8,08%)
Componența confesională a comunei Izbiceni
     Ortodocși (91,7%)
     Alte religii (0,07%)
     Necunoscută (8,23%)

Conform recensământului efectuat în 2021, populația comunei Izbiceni se ridică la 4.120 de locuitori, în scădere față de recensământul anterior din 2011, când fuseseră înregistrați 4.807 locuitori. Majoritatea locuitorilor sunt români (89,71%), cu o minoritate de romi (2,21%). Din punct de vedere confesional, majoritatea locuitorilor sunt ortodocși (91,7%), iar pentru 8,23% nu se cunoaște apartenența confesională.

## Politică și administrație
Comuna Izbiceni este administrată de un primar și un consiliu local compus din 13 consilieri. Primarul, Fănel Bădici[*], de la Uniunea Salvați România, este în funcție din 1 noiembrie 2024. Începând cu alegerile locale din 2024, consiliul local are următoarea componență pe partide politice:
|  | Partid                    | Consilieri | Componența Consiliului | Componența Consiliului | Componența Consiliului | Componența Consiliului | Componența Consiliului |
|  | ------------------------- | ---------- | ---------------------- | ---------------------- | ---------------------- | ---------------------- | ---------------------- |
|  | Uniunea Salvați România   | 5          |                        |                        |                        |                        |                        |
|  | Partidul Social Democrat  | 5          |                        |                        |                        |                        |                        |
|  | Partidul Național Liberal | 3          |                        |                        |                        |                        |                        |

## Personalități născute aici
- Ion Stratan (1955 - 2005), poet.